# Route magistrale 6 (Lituanie)
Pour les articles homonymes, voir A6 et Route A6.
La route A6 (Magistralinis kelias A6) est une route lituanienne reliant Kaunas à la frontière lettonne en direction de Daugavpils. Elle mesure 185,4 km.

## Tracé
- Kaunas
- Karmėlava
- Jonava
- Ukmergė
- Vidiškiai (lt)
- Leliūnai
- Utena
- Daugailiai (lt)
- Baibiai (lt)
- Degučiai (lt)
- Zarasai